# بریگیتا گادر
بریگیتا گادر (انگلیسی: Brigitta Gődér؛ زادهٔ ۶ مهٔ ۱۹۹۲) بازیکن فوتبال اهل رومانی است.
از باشگاه‌هایی که در آن بازی کرده‌است می‌توان به باشگاه فوتبال دیوری ای‌تی‌او اشاره کرد.
وی همچنین در تیم ملی فوتبال Romania بازی کرده‌است.